# Порушення (екологія)

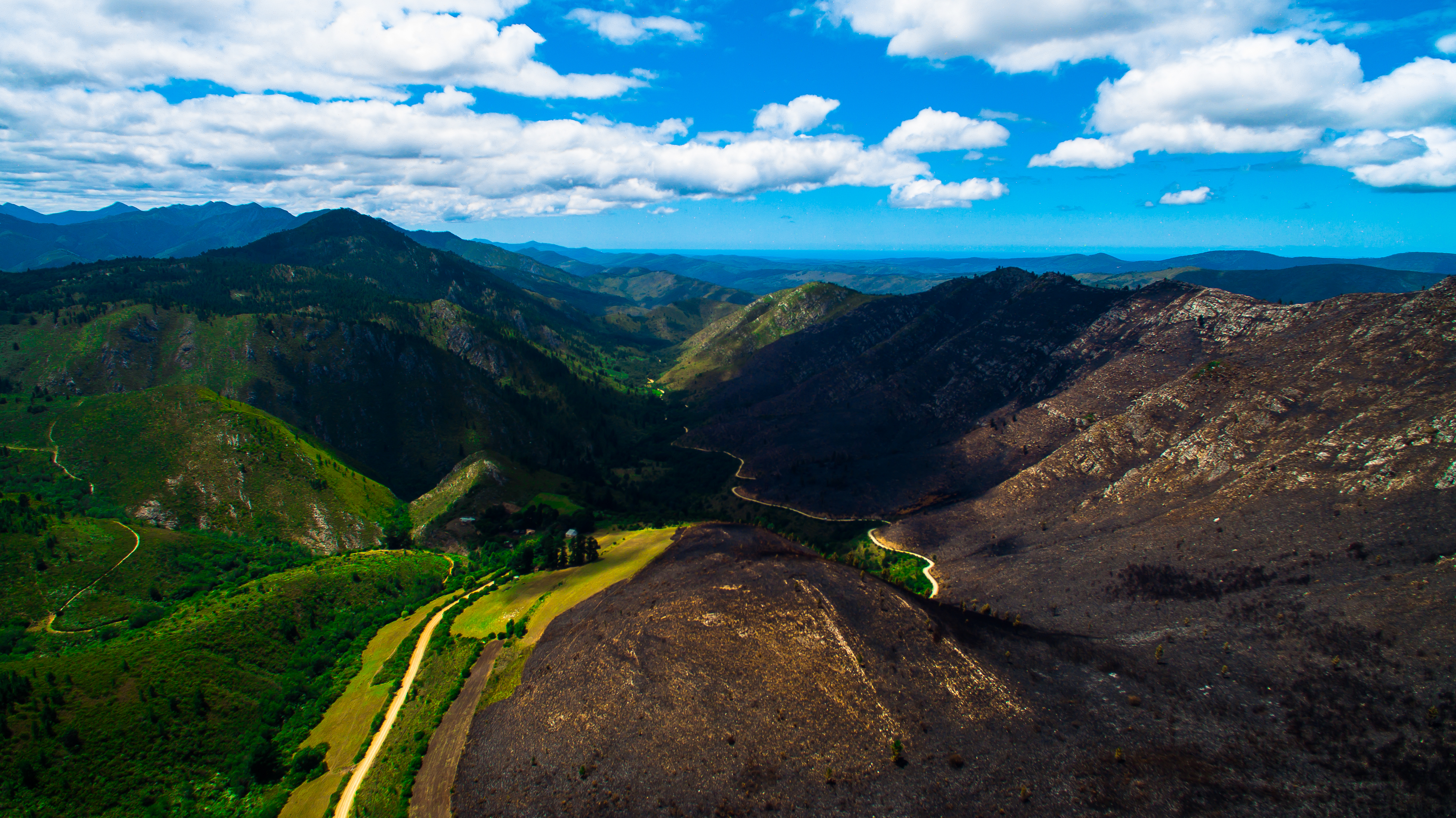
Порушення пожежі можна чітко побачити, порівнявши незгорілу (ліву) та згорілу (праву) сторони гірського масиву в Південній Африці. Екосистема veld покладається на періодичні пожежі, подібні цим, щоб омолодитись.

В екології порушення — це тимчасова зміна умов навколишнього середовища, яка спричиняє помітні зміни в екосистемі. Порушення часто діють швидко і з великим ефектом, змінюючи фізичну структуру або розташування біотичних та абіотичних елементів. Порушення може також виникати протягом тривалого періоду й може вплинути на біорізноманіття в межах екосистеми.
Основні екологічні порушення можуть включати пожежі, повені, шторми, спалахи комах та витоптування. Можна розглядати землетруси, різні типи виверження вулканів, цунамі, вогненні шторми, наслідки впливу, зміну клімату та руйнівні наслідки впливу людини на навколишнє середовище (антропогенні порушення), такі як рубання лісу, розчищення лісів та інтродукція інвазійних видів серйозні порушення.
Не лише інвазивні види можуть мати глибокий вплив на екосистему, але й природні види можуть спричинити занепокоєння своєю поведінкою. Сили збурення можуть негативно вплинути на екосистеми і, відповідно, можуть сильно змінити природну спільноту. Через це та вплив на популяції, порушення визначає майбутні зрушення в домінуванні, різні види послідовно стають домінантними, оскільки з часом проявляються характеристики їх історії життя та пов'язані з ними форми життя.

## Критерії
На умови природних порушень впливають головним чином клімат, погода та місцезнаходження. Наприклад, природні пожежні порушення частіше трапляються в районах з більшим рівнем поширення блискавки та легкозаймистої біомаси, таких як довколисті соснові екосистеми на південному сході США. Умови часто виникають як частина циклу, і порушення можуть бути періодичними. Інші порушення, такі як ті, що спричинені людиною, інвазивними видами чи наслідками впливу, можуть виникати де завгодно і не обов'язково циклічні. Вимирання вихорів може призвести до численних порушень або більшої частоти одного порушення. Відразу після порушення відбувається імпульс вербування або відростання в умовах малої конкуренції за космос чи інші ресурси. Після початкового пульсу набір уповільнюється, оскільки після встановлення окремої рослини дуже важко витіснити. Через різні форми збурень це безпосередньо впливає на організми, які будуть використовувати їх і створювати різноманітність в екосистемі.
Оскільки залежні від масштабу відносини є повсюдними в екології, просторова шкала модулює вплив порушень на природні спільноти. Наприклад, розповсюдження насіння та рослиноїдність може зменшуватися з віддаленням від краю опіку. Отже, рослинні угруповання у внутрішніх районах великих пожеж реагують інакше, ніж у пожежах менших розмірів. Незважаючи на те, що типи порушень різняться в екосистемах, просторовий масштаб, ймовірно, впливає на екологічні взаємодії та відновлення спільноти з усіх випадків, оскільки організми відрізняються розподілом та можливостями пересування.

## Циклічні порушення

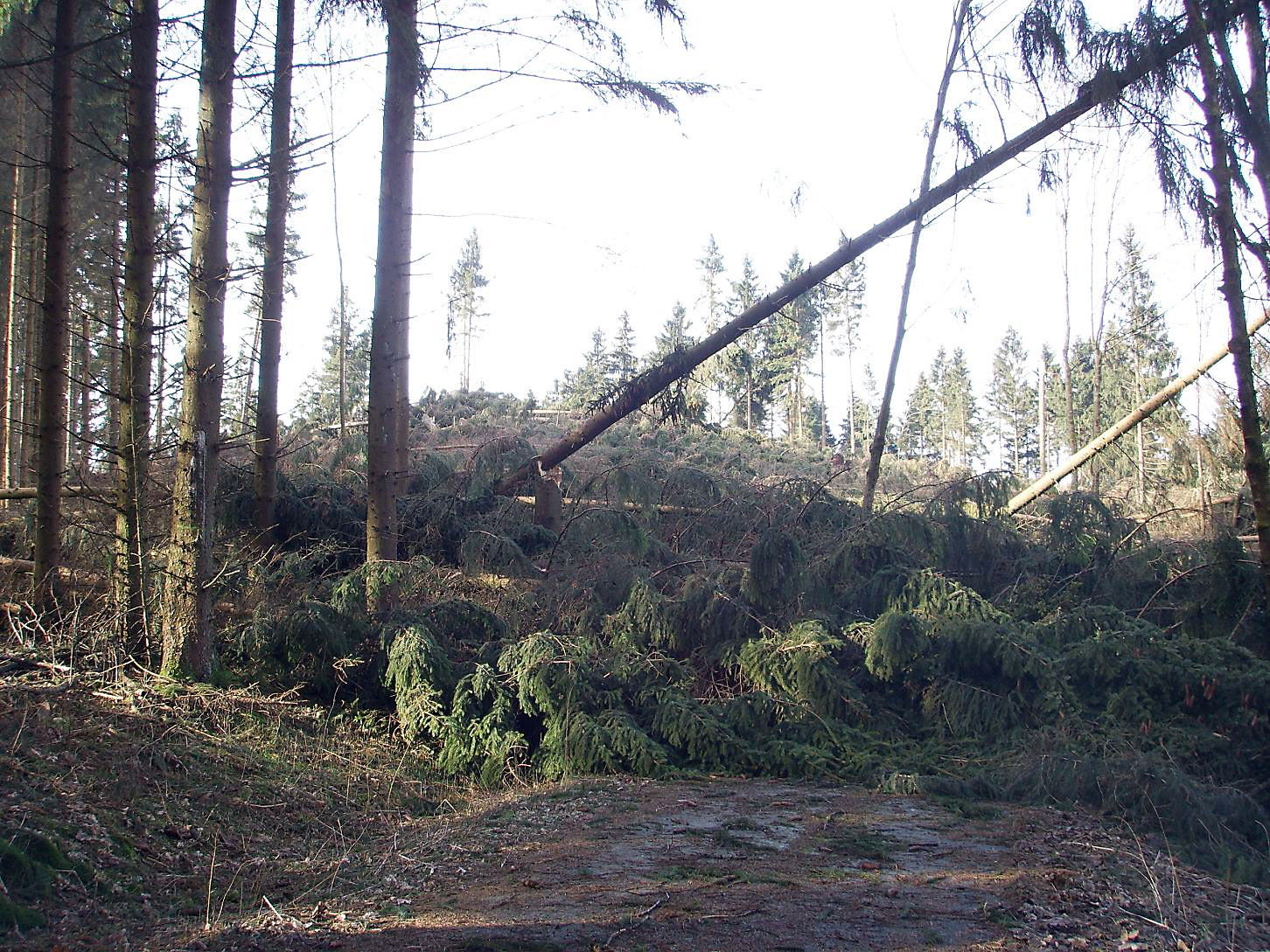
Пошкодження шторму «Kyrill» у Вітгенштейні, Німеччина.

Часто, коли порушення відбуваються природним шляхом, вони створюють умови, які сприяють успіху різних видів над організмами, що передують збуренню. Це можна пояснити фізичними змінами в біотичних та абіотичних умовах екосистеми. Через це сила порушення може змінити екосистему значно довше, ніж той період, протягом якого зберігаються негайні наслідки. З плином часу після порушення можуть відбутися зміни в домінуванні, коли ефемерні трав'янисті форми життя поступово перетворюються на увінчані вищими багаторічними травами, чагарниками та деревами. Однак, за відсутності подальших сил збурення, багато екосистеми повертаються до попередніх умов. Довгоживучі види та ті, що можуть відроджуватись у присутності своїх дорослих, нарешті стають домінуючими. Така зміна, що супроводжується зміною чисельності різних видів з часом, називається екологічною спадкоємністю. Спадкоємство часто призводить до умов, які ще раз схилять екосистему до порушень.
Соснові ліси на заході Північної Америки є гарним прикладом такого циклу, що включає спалахи комах. Гірський сосновий жук (Dendroctonus ponderosae) відіграє важливу роль у обмеженні соснових дерев, таких як сосна лоджполе, у лісах на заході Північної Америки. У 2004 році жуки вразили понад 90 000 квадратних кілометрів. Жуки існують в ендемічній та епідемічній фазах. Під час епідемічних фаз рої жуків вбивають велику кількість старих сосен. Ця смертність створює в лісі отвори для нової рослинності. Смерекові, ялицеві та молоді сосни, на яких не впливають жуки, процвітають у отворах навісів. Згодом сосни вростають у навіс і замінюють загублені. Молодші сосни часто здатні запобігати атакам жуків, але, коли вони старіють, сосни стають менш енергійними і більш сприйнятливими до зараження. Цей цикл смерті та повторного зростання створює часову мозаїку сосен у лісі. Подібні цикли відбуваються в поєднанні з іншими збуреннями, такими як пожежа та буря.
Коли численні події збурень впливають на одне і те ж місце швидко, послідовно, це часто призводить до «складеного порушення», події, яка завдяки поєднанню сил створює нову ситуацію, яка більше, ніж сума його частин. Наприклад, шторми, що супроводжуються пожежею, можуть створити температуру та тривалість пожежі, які не очікуються навіть при сильних пожежах, і можуть мати дивовижні наслідки для пострільної послідовності. Стреси навколишнього середовища можна описати як тиск на навколишнє середовище зі змішуванням таких змінних, як екстремальна температура або зміна опадів, — які всі відіграють певну роль у різноманітті та послідовності екосистеми. З поміркованістю навколишнього середовища різноманітність збільшується через ефект проміжного порушення, зменшується через ефект виключення конкуренції, збільшується через запобігання конкурентному виключенню помірним хижацтвом та зменшується через місцеве вимирання здобичі сильним хижацтвом. Зменшення щільності найму зменшує важливість конкуренції для певного рівня екологічного стресу.

## Види, пристосовані до збурень

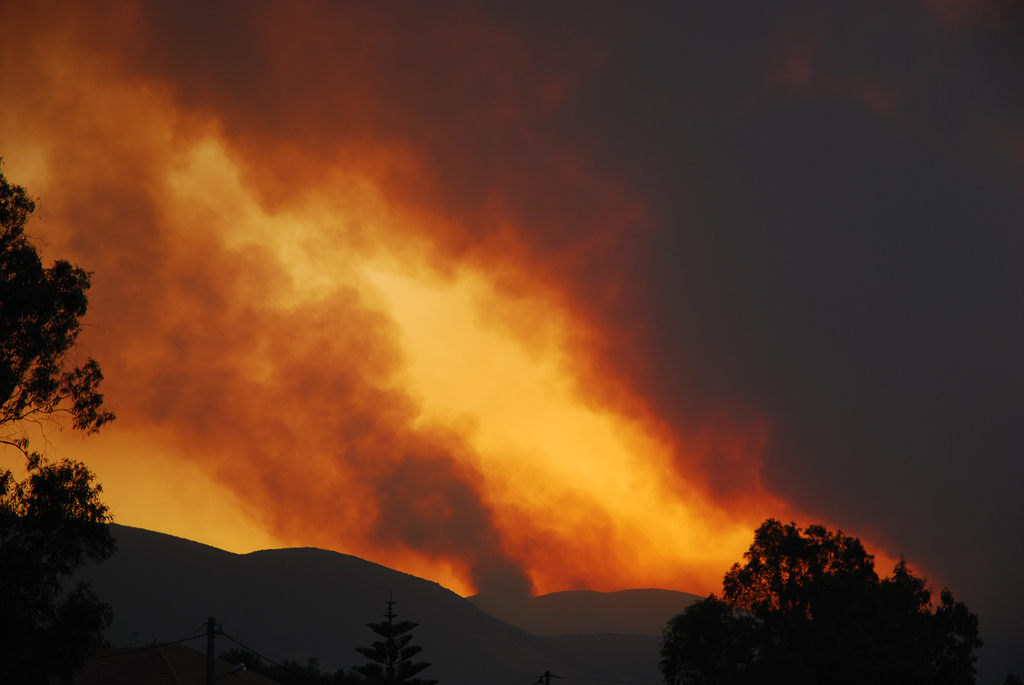
Лісова пожежа горить на острові Закінф у Греції 25 липня 2007 року.

Порушення може суттєво змінити ліс. Згодом лісова підстилка часто завалена мертвим матеріалом. Ця речовина, що розкладається, і рясне сонячне світло сприяють рясному новоутворенню. У разі лісових пожеж частина поживних речовин, які раніше містилися в рослинній біомасі, швидко повертається в ґрунт, оскільки біомаса згорає. Багато рослин і тварин отримують вигоди від умов порушення. Деякі види особливо придатні для експлуатації нещодавно порушених місць. Рослинність з потенціалом швидкого зростання може швидко скористатися відсутністю конкуренції. На північному сході Сполучених Штатів нетерпимі до тіні дерева, такі як вишня та осика, швидко заповнюють лісові прогалини, створені внаслідок пожежі чи бурі (або людських порушень). Срібний клен і східний явір так само добре пристосовані до заплав. Вони дуже толерантні до стоячої води і часто домінують у заплавах, де періодично знищуються інші види.
Коли дерево обдувається, прогалини зазвичай заповнюються невеликими трав'янистими саджанцями, але це не завжди так; пагони з поваленого дерева можуть розвинутися і взяти щілину. Зростаюча здатність може мати значний вплив на популяцію рослин, популяції рослин, які, як правило, використовували б щілину падіння дерев, перебігали і не могли конкурувати з пагонами впалого дерева. Пристосування видів до порушень є видовим, але те, як кожен організм адаптується, впливає на всі види навколо них.
Іншим видом, добре пристосованим до певних порушень, є сосна Джек в бореальних лісах, що піддаються пожежі на кронах. Вони, як і деякі інші види сосни, мають спеціалізовані серотинові шишки, які лише відкривають і розсіюють насіння з достатньою кількістю тепла, яке генерується вогнем. Як результат, цей вид часто домінує в районах, де конкуренція була зменшена вогнем.
Види, які добре пристосовані для експлуатації місць збурень, називаються піонерами або ранніми сукцесійними видами. Ці тіньонепереносимі види здатні фотосинтезувати з високою швидкістю і в результаті швидко ростуть. Їх швидке зростання, як правило, врівноважується короткими періодами життя. Крім того, хоча ці види часто домінують відразу після порушення, вони згодом не можуть конкурувати з тіньовитривалими видами і замінюються цими видами шляхом сукцесії. Однак ці зрушення можуть не відображати поступове входження до спільноти більш високих довгоживучих форм, а натомість поступова поява та домінування видів, які могли бути присутніми, але непомітними безпосередньо після порушення. Показано, що порушення також є важливим фактором, що сприяє інвазії рослин, що не є місцевими.
Хоча рослини повинні боротися безпосередньо з порушеннями, багато тварин не піддаються негайному впливу на них. Більшість з них можуть успішно уникнути пожеж, а багато з них процвітають після рясного новоутворення на лісовій підстилці. Нові умови підтримують більш широкий спектр рослин, часто багатих поживними речовинами порівняно з рослинністю, що передує збуренням. Рослини, в свою чергу, підтримують різноманітні дикі тварини, тимчасово збільшуючи біологічне різноманіття в лісі.

## Важливість
Біологічне різноманіття залежить від природних порушень. Успіх широкого кола видів з усіх таксономічних груп тісно пов'язаний із природними порушеннями, такими як пожежа, повені та буря. Як приклад, багато видів рослин, що не переносять тіні, покладаються на порушення для успішного створення та обмеження конкуренції. Без цього вічного стоншення різноманітність лісової флори може зменшуватися, зачіпаючи тварин, залежних від цих рослин.
Хорошим прикладом цієї ролі порушення є ліси сосни пондерози (Pinus ponderosa) на заході Сполучених Штатів, де поверхневі пожежі часто розріджують існуючу рослинність, дозволяючи новий ріст. Якщо пожежа придушена, дугласова ялина (Pesudotsuga menziesii), тіньовитривалий вид, з часом замінює сосни. Дугласові ялини, маючи щільні крони, сильно обмежують кількість сонячного світла, що досягає лісового дна. Без достатнього освітлення нове зростання сильно обмежене. У міру зменшення різноманітності поверхневих рослин зменшуються і види тварин, які на них покладаються. У цьому випадку вогонь важливий не тільки для видів, які безпосередньо постраждали, але і для багатьох інших організмів, виживання яких залежить від цих ключових рослин.
У суворих умовах різноманітність невелика через непереносимість до таких умов усіх, крім умовно-патогенних та високостійких видів. Здається, взаємодія між порушеннями та цими біологічними процесами становить основну частину організації та просторової структури природних спільнот. Мінливість порушень та різноманітність видів сильно пов'язані між собою, і в результаті цього потрібні пристосування, які сприяють підвищенню придатності рослин, необхідних для виживання.